# Vértesacsa, Fejér
Vértesacsa  este un sat în districtul Bicske, județul Fejér, Ungaria, având o populație de 1.789 de locuitori (2011). 

## Demografie
Componența etnică a satului Vértesacsa
     Maghiari (83,95%)
     Germani (14,12%)
     Necunoscut (0,45%)
     Alții (1,47%)
Componența confesională a satului Vértesacsa
     Romano-catolici (31,02%)
     Reformați (20,91%)
     Fără religie (14,2%)
     Necunoscută (32,76%)
     Alte religii (2,68%)
Conform recensământului din 2011, satul Vértesacsa avea 1.789 de locuitori. Din punct de vedere etnic, majoritatea locuitorilor (83,95%) erau maghiari, cu o minoritate de germani (14,12%). Apartenența etnică nu este cunoscută în cazul a 0,45% din locuitori. Nu există o religie majoritară, locuitorii fiind romano-catolici (31,02%), reformați (20,91%) și persoane fără religie (14,2%). Pentru 32,76% din locuitori nu este cunoscută apartenența confesională.